# Sonoma Range

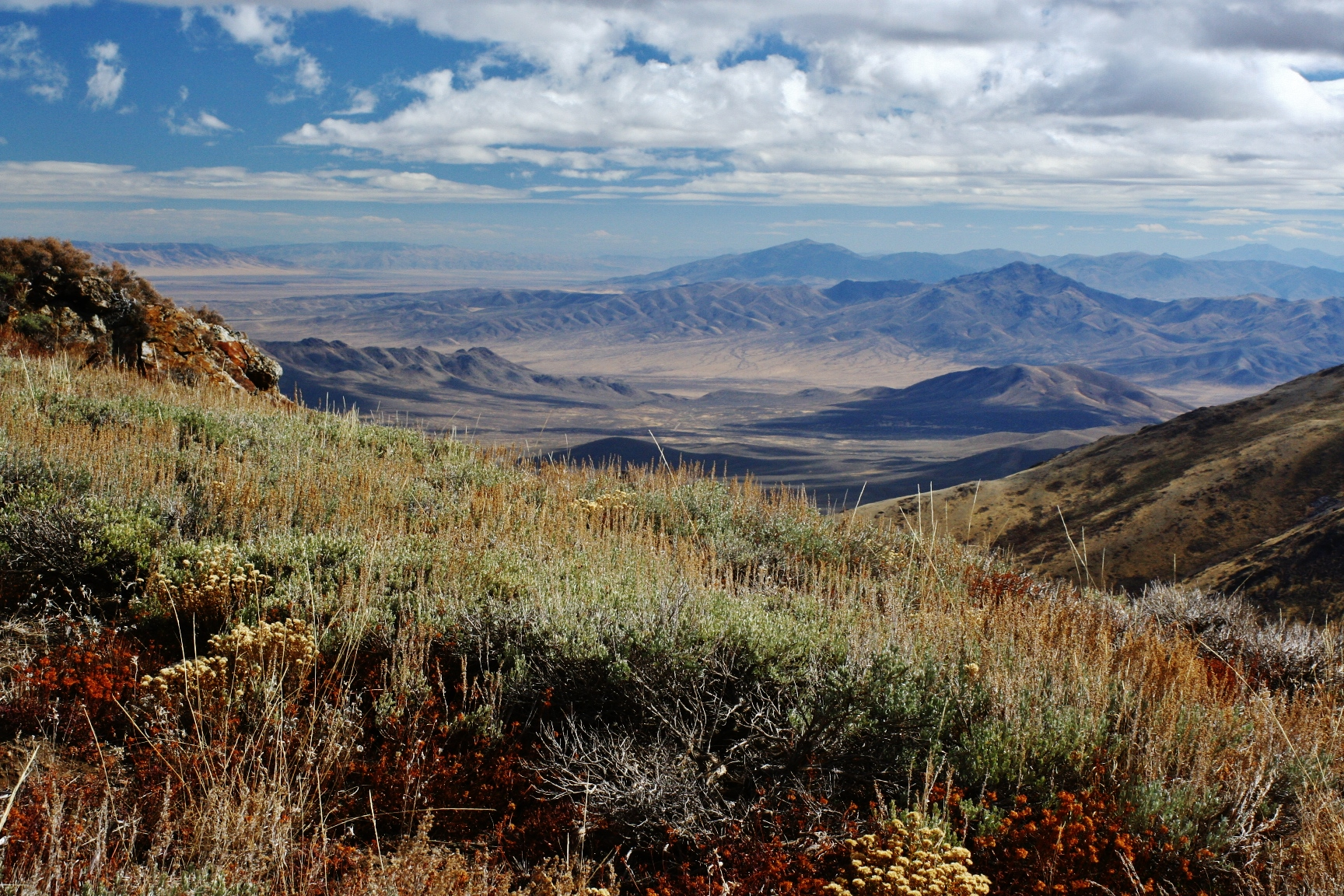
Vista verso nord dalla cresta del Sonoma Range.

Il Sonoma Range è una piccola catena montuosa situata nella parte nordoccidentale dello Stato americano del Nevada.
La catena è posizionata subito a sud del fiume Humboldt, tra le cittadine di Winnemucca e Golconda. È una delle numerose catene montuose della provincia geologica del Gran Bacino. La vetta più elevata è il Sonoma Peak, che si innalza fino a 2864 m, ed è posizionate alle coordinate 40°51′35.65″N 117°36′30.45″W.
La denominazione della catena montuosa fa riferimento alla Contea di Sonoma in California.